# Чемпіонат України з американського футболу 1999
Чемпіонат України з американського футболу 1999
Сторінка недоопрацьована, у зв'язку з неповною інформацією про результати матчів та формат турніру.

## Команди учасниці
Участь у чемпіонат прийняли шість команд: Східна конференція
1. Скіфи-ДонНТУ (Донецьк)
2. Харківські Атланти

Західна конференція
1. Дестроєрс (Київ)
2. Київські Гепарди
3. Вінницькі Вовки

## Календар змагань
Формат чеипіонату був наступним.
- Команди поділені за географічним принципом на дві конференції — Західну та Східну

- Перші дві команди з кожної конференції виходять до фіналу чотирьох (команди з однієї конференції у фіналі чотирьох не грають між собою)

На даний час відомі тільки наступні результати цього чемпіонату:
Фінал чотирьох 
- 27.09.1999 Київський Дестроєрс — Харківські Атланти 7:29
- 18.09.1999 «Скифи — ДонНТУ» Донецьк — Київський Дестроєрс 24:0
- 11.09.1999 Київський Дестроєрс — «Скифи — ДонНТУ» Донецьк 0:7
- 05.09.1999 Харківські Атланти — Київський Дестроєрс 30:7

Регулярний чемпіонат. Західна Конференція 
- 10.07.1999 Київський Дестроєрс — «Гепарди» Київ 8:0
- 26.06.1999 «Вовки» Вінниця — Київський Дестроєрс 12:20
- 05.06.1999 Київський Дестроєрс — «Вовки» Вінниця 20:26
- 29.05.1999 «Гепарди» Київ — Київський Дестроєрс 22:15

## Зведена турнірна таблиця
| Команда            | СД       | ХА        | КГ        | КД          | ВВ          | ??  |
| ------------------ | -------- | --------- | --------- | ----------- | ----------- | --- |
| Скіфи Донецьк      | ---      |           |           | 24:0 7:0    |             |     |
| Харківські Атланти |          | ---       |           | 29:7 30:7   |             |     |
| Київські Гепарди   |          |           | ---       | 0:8 22:15   |             |     |
| Дестроєрс Київ     | 0:24 0:7 | 7:29 7:30 | 8:0 15:22 | ---         | 20:12 20:26 |     |
| Вінницькі Вовки    |          |           |           | 12:20 26:20 | ---         |     |
| ???                |          |           |           |             |             | --- |